# عبد الرحمن المعاودة
عبد الرحمن المعاودة (1911 - 1996)، هو شاعر ولد في المحرق البحرين عام 1911 و توفي عام 1996 في لندن و دفن في الدوحة قطر. ويعد المعاودة من رواد التجرية الشعرية ، فضلاً عن انه أحد الفرسان الاوائل في مجال التعليم الذين أسهموا في تخريج أجيال من الثقفين القطريين.
درس في البحرين إلى ما يعادل الثانوية العامة، ثم أرسل إلى الجامعة الأميركية في بيروت و لم يكمل دراسته. أنشأ مدرسة أهلية، و تولى إدارة مطبعة البحرين. إنتقل للإقامة في قطر.

## من مؤلفاته
صدر له:
- (( ديوان المعاودة )) 1942.
- (( لسان الحال )) 1953.

## وصلات خارجية
- عن الشاعر عبد الرحمان المعاودة - بقلم محمد عبد الملك